# Cuartel Centenario
O Cuartel Centenario, sede dos Bombeiros, em 2013.
O Cuartel Centenario é um quartel situado no bairro do Cordón de Montevidéu. Deve seu nome ao fato de ter sido inaugurado em 18 de julho de 1930, quando se comemoraram os 100 anos do Juramento da Constituição do Uruguai.
Tem a forma de um forte e ocupa um quarteirão inteiro, delimitado pelas ruas Colonia, Mercedes, Minas e Magallanes. Sua fachada está voltada para a Praça dos Trinta e Três. O projeto do edifício é obra de Alfredo Campos.
O edifício serve como sede do Corpo de Bombeiros Nacional e do Museu do Corpo de Bombeiros Nacional, dedicado à história da corporação. Em 5 de julho de 2002, através dos esforços da Comissão do Patrimônio Cultural Nacional, o Presidente da República o declarou monumento histórico nacional.